# Valentin Schäfer (Politiker, 1592)
Valentin Schäfer (auch Scheffer, Schäffer; * 29. Oktober 1592 in Halle (Saale); † 1. April 1666 in Dresden) war ein deutscher Politiker, Dresdner Ratsherr und Bürgermeister.

## Leben
Schäfer stammte aus einer einflussreichen Hallischen Patrizierfamilie. Sein Vater war der Ratsherr und Pfänner Valentin Schäffer († 1598) und seine Mutter Margarethe Ockel († 31. Oktober 1631 in Halle (Saale)). Schäfer war zweimal verheiratet. Seine erste Ehe schloss er am 2. November 1618 mit Ursula Wasewitz († 1621), der Witwe des Dresdner Lehnherrn Michael Findekeller. Seine zweite Ehe ging er am 12. November 1622 in Dresden mit Hedewig Johanna Blatt (* 31. Dezember 1604 in Dresden; † 27. Mai 1656 ebd.), der Tochter des Dresdner Hofpredigers Conrad Blatt (* 6. Dezember 1563 in Dresden; † 4. Mai 1609 ebd.) und dessen Frau Dorothea (geb. Frost; † 3. November 1615 in Dresden), ein. Die gemeinsame Tochter Ursula Rosine Schäfer war ab 1652 zweite Ehefrau des kurfürstlichen Rates, Dichters und Bibliothekars Christian Brehme, der ebenfalls zeitweise Bürgermeister von Dresden war.
1640 ist Schäfer erstmals im Dresdner Ratsverzeichnis erwähnt und wird als Handelsmann genannt. Seit diesem Jahr gehörte er dem Rat an und wurde 1652 ins Amt des Bürgermeisters gewählt. Im üblichen Dreijahres-Rhythmus hatte er diese Funktion auch 1655, 1658, 1661 und 1664 inne. Nach seinem Tod am 1. April 1666 wurde er in den Schwibbögen des alten Frauenkirchhofs beigesetzt.
Während seiner Amtszeit als Bürgermeister widmete er am 16. Mai 1651 die vom damaligen Hofkapellmeister Heinrich Schütz geschaffene Symphonica sacra O Herr hilf, o Herr lass wohl gelingen dem Dresdner Kreuzchor.